# سوني إريكسون ساتيو
سوني إريكسون ساتيو (بالإنجليزية: Sony Ericsson Satio)‏ هو هاتف ذكي من سوني موبايل كوميونيكيشنز يعمل بنظام سيمبيان، تم طرحه في الأسواق في 7 أكتوبر 2009.

## الخصائص
- نظام التشغيل: سيمبيان
- الكاميرا الخلفية: 12.1 ميجابكسل
- الشاشة: شاشة لمس 360 × 640
- الوزن: 126 غرام
- الذاكرة: 256 ميجابايت